# Robert Byerley
Robert Byerley (1660 - 1714) est un militaire et homme politique britannique, député des comtés de Durham et de Knaresborough, propriétaire du célèbre étalon Byerley Turk, considéré comme l’un des trois principaux étalons à l'origine du pur-sang, la fameuse race de chevaux de courses.

## Biographie

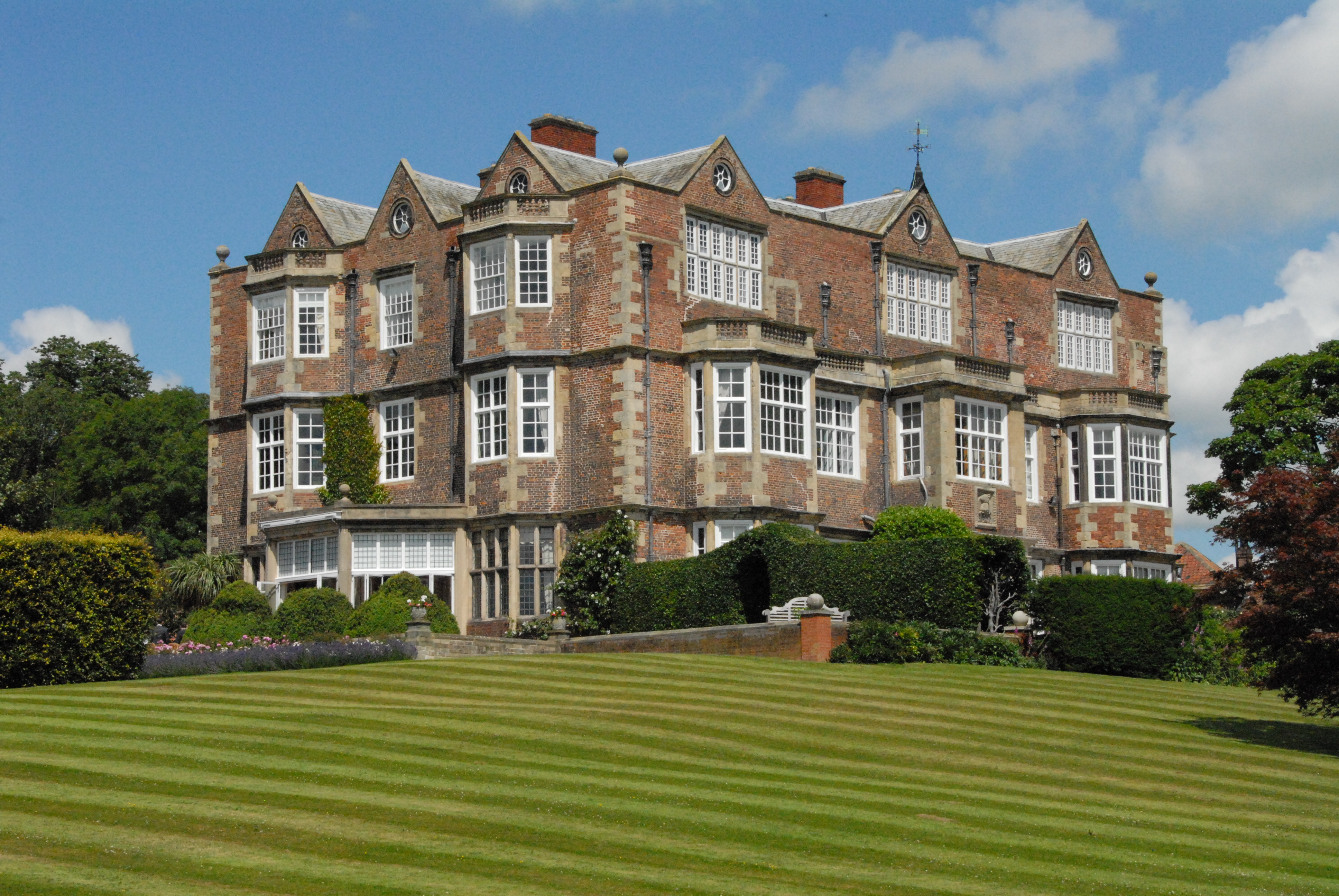
Goldsborough Hall.

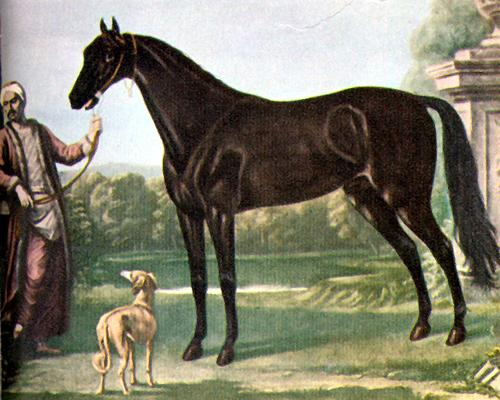
Byerley Turk.

Il est le fils de Anthony Byerley, originaire de Middridge Grange, à Heighington dans le comté de Durham. Il étudie au Queen's College à Oxford. 
En 1685, il lève une unité de cavalerie privée comme cela est alors fréquemment pratiqué, pour aller combattre les Turcs qui menacent l'empire d'Autriche. Il participe à la bataille de Buda en 1686 sous les ordres du duc de Lorraine. Il y capture l'étalon Byerley Turk. Il rejoint de 1685 à 1687 le Queen Dowager's Horse (devenu le 6th Dragoon Guards). Il est promu lieutenant-colonel en 1689 et colonel en 1692. Il combat à la bataille de la Boyne en 1690 sous les ordres de Guillaume d'Orange, montant Byerley Turk.
Il est élu député du comté de Durham en 1685 et en 1689, puis de Knaresborough en 1695, 1698, février et décembre 1701, 1702, 1705, 1708, 1710 et 1713.
Byerley résidait à Goldsborough Hall, près de Knaresborough dans le Yorkshire, dont il avait hérité du père de sa femme. Il avait épousé sa cousine Mary, fille et héritière de Sir Philip Wharton, préfet de la Monnaie (Warden of the Mint) de 1680 à 1685, qui était originaire d'Edlington dans le Yorkshire, et l'épouse divorcée de James Campbell de Burnbank dans Lanarkshire. Ils ont deux fils et trois filles.